# Alberto Longarella
Alberto Daniel Longarella (ur. 13 maja 1923, zm. 15 marca 2017) – argentyński zapaśnik walczący w obu stylach. Dwukrotny olimpijczyk. Zajął dziesiąte miejsce w Londynie 1948 w stylu klasycznym, w wadze do 73 kg i czwarte w Helsinkach 1952 w stylu wolnym, w tej samej kategorii.
Złoty medalista igrzysk panamerykańskich w 1955, srebrny w 1951 i czwarty w 1959 roku.

## Letnie Igrzyska Olimpijskie 1948
| Konkurencja          | Rundy eliminacyjne        | Rundy eliminacyjne    | Rundy eliminacyjne      | Klas. końcowa |
| Konkurencja          | Przeciwnik I              | Przeciwnik II         | Przeciwnik III          | Miejsce       |
| -------------------- | ------------------------- | --------------------- | ----------------------- | ------------- |
| 73 kg styl klasyczny | Robert Diggelmann (SUI) Z | René Chesneau (FRA) P | Veikko Männikkö (FIN) P | 10.           |

## Letnie Igrzyska Olimpijskie 1952
| Konkurencja       | Rundy eliminacyjne    | Rundy eliminacyjne     | Rundy eliminacyjne    | Rundy eliminacyjne      | Klas. końcowa |
| Konkurencja       | Przeciwnik I          | Przeciwnik II          | Przeciwnik III        | Przeciwnik IV           | Miejsce       |
| ----------------- | --------------------- | ---------------------- | --------------------- | ----------------------- | ------------- |
| 73 kg styl wolnym | Nick Mohammed (CAN) Z | Antonio Rosado (MEX) Z | William Smith (USA) P | Vladislav Sekal (TCH) Z | 4.            |